# Латински квадрат
Латински квадрат представлява таблица n × n, запълнена с n различни символи по такъв начин, че във всеки ред и колона символа n се среща само по веднъж. Ето два примера:
{\displaystyle {\begin{bmatrix}1&2&3\\2&3&1\\3&1&2\\\end{bmatrix}}\quad \quad {\begin{bmatrix}a&b&d&c\\b&c&a&d\\c&d&b&a\\d&a&c&b\end{bmatrix}}}
Латинските квадрати съществуват за всяко n.

## Ортогонални латински квадрати
Два латински квадрата се наричат ортогонални, ако са различни всички двойки символи (a,b), където a е символ в някоя клетка на първия квадрат, а b – символ в същата клетка, но във втория квадрат. Пример за двойка ортогонални латински квадрати е:
{\displaystyle {\begin{bmatrix}2&3&1\\1&2&3\\3&1&2\\\end{bmatrix}}\quad \quad {\begin{bmatrix}3&1&2\\2&3&1\\1&2&3\\\end{bmatrix}}}
Ортогонални латински квадрати съществуват за произволно n освен за 2 и 6.

## Приложения

### Експерименти
Да предположим, че трябва да се проведат няколко експеримента, зависещи от 3 параметъра 1≤a,b,c≤n, така, че за всяка двойка параметри да бъдат изпробвани всички n2 варианти. Тогава е необходимо да се разгледа латински квадрат от порядък n и да се проведат n2 експеримента с параметри a = номер на реда, b = номер на колоната, c = значение в клетка на латинския квадрат.

### Судоку
Популярната игра судоку е специален случай на латински квадрат. Всяко от решенията на судоку е латински квадрат, като всеки от 9 подквадрата съдържа всяка цифра от 1 до 9.